# Schienenpersonennahverkehr
Als Schienenpersonennahverkehr (SPNV), auch Schienennahverkehr, werden in Deutschland die öffentlich finanzierten Verkehrsleistungen im öffentlichen Personennahverkehr (ÖPNV) bezeichnet; der Begriff ist abzugrenzen vom Schienenpersonenfernverkehr, der in Deutschland keiner öffentlichen Finanzierung unterliegt.
Er umfasst die Zuggattungen Interregio-Express, Regional-Express, Metropolexpress, Flughafen-Express, Regionalbahn und S-Bahn. Diese Züge werden auch als Züge des Nahverkehrs bezeichnet.
In Österreich und der Schweiz existiert keine genaue Entsprechung zum Begriff Schienenpersonennahverkehr. Bei den ÖBB gibt es u. a. den Regionalzug; die Schweizer Zuggattungen Regio, RegioExpress und S-Bahn gehören dort zum Regionalverkehr.

## Gesetzliche Grundlagen

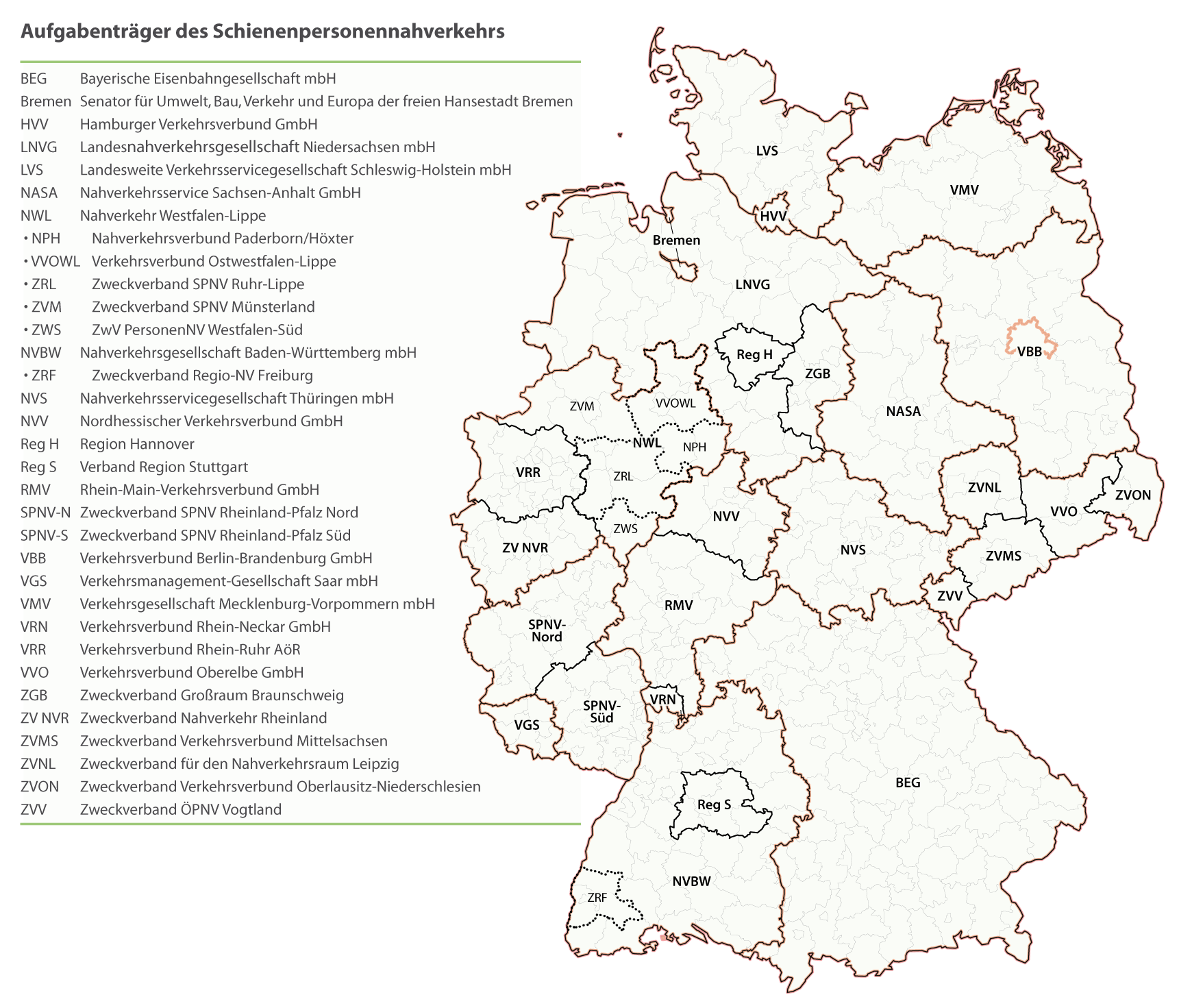
Aufgabenträger des SPNV in Deutschland

Seit der Regionalisierung 1996 sind in Deutschland nicht mehr der Bund, sondern die Länder als Aufgabenträger für die Organisation des Regionalverkehrs zuständig. Sie haben diese Funktion in ihren Nahverkehrsgesetzen entweder sich selbst oder kommunalen Zweckverbänden übertragen. Diese haben sich im Bundesverband SchienenNahverkehr (BSN) zusammengeschlossen. Nach dem Bestellerprinzip bestellen und finanzieren die Aufgabenträger die Nahverkehrsleistungen in Zusammenarbeit mit den jeweiligen Landesplanungsbehörden (siehe auch Liste der Landesplanungsbehörden).
Das Allgemeine Eisenbahngesetz (AEG) „dient der Gewährleistung eines sicheren Betriebs der Eisenbahn und eines attraktiven Verkehrsangebotes auf der Schiene sowie der Sicherstellung eines wirksamen und unverfälschten Wettbewerbs auf der Schiene beim Erbringen von Verkehrsleistungen und dem Betrieb von Eisenbahninfrastrukturen.“ Schienenpersonennahverkehr ist nach § 2 Abs. 12 des AEG die „allgemein zugängliche Beförderung von Personen in Zügen, die überwiegend dazu bestimmt sind, die Verkehrsnachfrage im Stadt-, Vorort- oder Regionalverkehr zu befriedigen. Das ist im Zweifel der Fall, wenn in der Mehrzahl der Beförderungsfälle eines Zuges die gesamte Reiseweite 50 Kilometer oder die gesamte Reisezeit eine Stunde nicht übersteigt.“ Straßenbahnen und ihnen gemäß deutschem PBefG gleichgestellte Bahnen wie etwa U-Bahnen oder Hängebahnen sind zwar Schienenbahnen, zählen aber nach deutschem Recht nicht zum SPNV.
Oberste Aufsichtsbehörde sowohl für Eisenbahnverkehrsunternehmen (EVU) als auch für Eisenbahninfrastrukturunternehmen (EIU) ist entweder das Eisenbahn-Bundesamt (EBA) in Bonn oder Behörden der einzelnen Länder.

## Marktanteile in Deutschland
| Eisenbahnverkehrsunternehmen | 2012     | 2014           | 2016     | 2018     |
| ---------------------------- | -------- | -------------- | -------- | -------- |
| Zugkilometer                 | 653 Mio. | 659 Mio.       | 673 Mio. | 689 Mio. |
| Deutsche Bahn                | 75 %     | 74 %           | 67 %     | 66,7 %   |
| Transdev                     | 4 %      | 6 %            | 7 %      | 6,4 %    |
| BeNEX                        | 3 %      | 3 %            | 3 %      | 2,3 %    |
| Netinera                     | 3 %      | 4 %            | 5 %      | 4,9 %    |
| Hessische Landesbahn         | 2 %      | 2 %            | 2 %      | 1,8 %    |
| Albtal-Verkehrs-Gesellschaft | 2 %      | 1 %            | 1 %      | 1,4 %    |
| Keolis/eurobahn              | 2 %      | 2 %            | 2 %      | 2,4 %    |
| Westfalenbahn                |          |                | 2 %      | 1,8 %    |
| Erfurter Bahn                | 1 %      | 1 %            | 1 %      | 1,0 %    |
| Abellio                      | 1 %      | 1 %            | 2 %      | 3,4 %    |
| Niederbarnimer Eisenbahn     |          |                | 1 %      |          |
| National Express             |          |                | 1 %      |          |
| Rurtalbahn                   | 1 %      | unter sonstige |          |          |
| Sonstige                     | 6 %      | 5 %            | 6 %      | 7,9 %    |

## Schienenpersonennahverkehr nach Ländern
Für jedes Bundesland werden die jeweils zuständige Planungs- und Genehmigungsbehörde und der oder die Aufgabenträger aufgeführt.

### Baden-Württemberg
Die Nahverkehrsgesellschaft Baden-Württemberg (NVBW) wurde vom Land Baden-Württemberg 1996 gegründet. Sie berät und unterstützt das Ministerium für Verkehr und Infrastruktur (MVI) in allen Fragen des SPNVs. Unter der Marke „bwegt“ wird der öffentliche Personennahverkehr landesweit mit den regionalen Verkehrsunternehmen und -verbünden koordiniert. Für die S-Bahn Stuttgart ist der Verband Region Stuttgart der Aufgabenträger. In den Regionen Heidelberg, Mannheim, Main-Tauber-Kreis, Neckar-Odenwald-Kreis und Rhein-Neckar-Kreis nimmt diese Aufgabe der Verkehrsverbund Rhein-Neckar (VRN) wahr.

### Bayern
Die Bayerische Eisenbahngesellschaft (BEG) wurde 1995 vom Freistaat Bayern gegründet. Sie plant und bestellt seit 1996 für das Staatsministerium für Wirtschaft, Infrastruktur, Verkehr und Technologie (BStMWIVT) den gesamten SPNV. Das BStMWIVT ist gleichzeitig oberste Planungsbehörde. Die Zugverbindungen im Nahverkehr werden als Bayern-Takt bezeichnet.

### Berlin und Brandenburg
Der Verkehrsverbund Berlin-Brandenburg (VBB) ist der Zusammenschluss aller Aufgabenträger des ÖPNV in Berlin und Brandenburg. Er wurde 1996 gegründet und besitzt seit 1999 einen gemeinsamen Tarif für alle Mitgliedsregionen und -städte. Teilweise finden die Ausschreibungen gemeinsam mit anderen Verkehrsverbünden statt. Die oberste Landesplanung findet durch die Berliner Senatsverwaltung für Mobilität, Verkehr, Klimaschutz und Umwelt und das Brandenburgische Ministerium für Infrastruktur und Landesplanung gemeinsam statt.

### Bremen
In der Freien Hansestadt Bremen erfüllt die Behörde des Senators für Umwelt, Bau und Verkehr die Aufgabe der SPNV-Aufgabenträgerschaft. Sie ist gleichzeitig oberste Landesplanungsbehörde.
Die Städte Bremen und Bremerhaven bildeten 1996 gemeinsam mit den niedersächsischen Städten Delmenhorst und Oldenburg sowie den Landkreisen Ammerland, Diepholz, Oldenburg, Osterholz, Wesermarsch und Verden den Verkehrsverbund Bremen/Niedersachsen (VBN). Assoziierte Mitglieder im ZVBN sind 14 kreisangehörige Gemeinden in den Landkreisen Cuxhaven, Rotenburg und Nienburg. So wurde die Aufgabenträgerschaft über die Grenzen einzelner Gebietskörperschaften hinweg zusammengeführt. Die Zusammenarbeit mit dem Verkehrsverbund Bremen/Niedersachsen (VBN) ist vertraglich geregelt.

### Hamburg
Der 1965 gegründete Hamburger Verkehrsverbund (HVV) wurde 1996 zu einem Verbund der ÖPNV-Aufgabenträger umstrukturiert.
Gesellschafter sind heute die Länder Hamburg, Niedersachsen und Schleswig-Holstein sowie die sieben an Hamburg grenzenden (Land-)Kreise Harburg, Lüneburg, Stade, Lauenburg, Segeberg, Stormarn und Pinneberg. Oberste Landesplanungsbehörde ist die Behörde für Stadtentwicklung und Umwelt.

### Hessen
In Hessen ist im Regierungsbezirk Kassel der Nordhessische Verkehrsverbund (NVV) der Aufgabenträger für den SPNV. Die durch das Land und die Gebietskörperschaften Fulda, Göttingen, Kassel, Hersfeld-Rotenburg, Waldeck-Frankenberg und Werra-Meißner-Kreis festgelegten Rahmenbedingungen werden durch den NVV umgesetzt. Zu den EVU vgl. Nordhessischer Verkehrsverbund#Ausschreibungen im SPNV.
Für die Regierungsbezirke Gießen und (größtenteils) Darmstadt ist der Rhein-Main-Verkehrsverbund (RMV) Aufgabenträger des SPNV. Der RMV wurde 1995 als Nachfolger der Frankfurter Verkehrsverbundes (FVV) gegründet. Das Land Hessen ist gemeinsam mit 15 Landkreisen und 11 Städten Gesellschafter des RMV. Bei den Ausschreibungen kamen verschiedene EVU zum Zug.
Für den Landkreis Bergstraße ist der Verkehrsverbund Rhein-Neckar zuständig.
Die oberste Planungsbehörde für Hessen ist das Ministerium für Wirtschaft, Verkehr und Landesentwicklung.

### Mecklenburg-Vorpommern
Der Aufgabenträger für den SPNV ist das Land Mecklenburg-Vorpommern. Die oberste Landesplanungsbehörde ist das Ministerium für Energie, Verkehr und Landesentwicklung. Die Verkehrsgesellschaft Mecklenburg-Vorpommern (VMV) übernimmt die Planung, Organisation und Finanzierung des SPNV.
Sie bestellt die SPNV-Leistungen bei den folgenden EVU:
- DB Regio Nordost
- Usedomer Bäderbahn (UBB)
- Ostdeutsche Eisenbahn (ODEG)
- Mecklenburgische Bäderbahn Molli (MBB) (Schmalspurbahn, 900 mm)
- Eisenbahn-Bau- und Betriebsgesellschaft Pressnitztalbahn (PRESS) (teils Schmalspurbahn 750 mm)

Der Integrale Taktfahrplan verknüpft die Knoten (Rostock, Güstrow, Neustrelitz, Neubrandenburg, Stralsund) möglichst im Stundentakt. Der einzige Verkehrsverbund mit SPNV-Integration ist der Verkehrsverbund Warnow (VVW), der sich über die Hansestadt Rostock sowie den benachbarten Landkreis Rostock erstreckt.

### Niedersachsen
Die Landesnahverkehrsgesellschaft Niedersachsen (LNVG) ist SPNV-Aufgabenträger für das Land Niedersachsen, soweit nicht die Region Hannover und der Zweckverband Großraum Braunschweig (ZBG) für ihren jeweiligen Bereich zuständig sind. Das Ministerium für Wirtschaft, Arbeit und Verkehr ist die oberste Aufsichtsbehörde.
Verkehrsverbünde mit Integration des SPNV:
- Großraum-Verkehr Hannover (GVH) für die Region Hannover
- Verkehrsverbund Region Braunschweig (VRB) für Braunschweig und Umgebung
- Hamburger Verkehrsverbund (HVV) für das Hamburger Umland
- Verkehrsverbund Bremen/Niedersachsen (VBN) für das Bremer Umland
- Verkehrsverbund Süd-Niedersachsen (VSN) für Göttingen und südliches Niedersachsen

### Nordrhein-Westfalen

Die Aufgabenträger des SPNV in Nordrhein-Westfalen:
blau = ZV go.Rheinland,
grau = VRR,
rot = NWL

Ab Januar 2008 wurde der SPNV in Nordrhein-Westfalen neu organisiert und in drei Dachverbänden als den zuständigen Aufgabenträgern zusammengefasst.
Der Zweckverband go.Rheinland (ZV go.Rheinland) ist der gemeinsame Dachverband für den Aachener Verkehrsverbund (AVV) und den Verkehrsverbund Rhein-Sieg (VRS).
Der Zweckverband Nahverkehr Westfalen-Lippe (NWL) übernimmt die Bestellung und Finanzierung des SPNV für:
- Nahverkehrsverbund Paderborn-Höxter (NPH)
- Zweckverband Verkehrsverbund OWL (VVOWL)
- Zweckverband Personennahverkehr Westfalen Süd (ZWS)
- Zweckverband SPNV Münsterland (ZVM)
- Zweckverband SPNV Ruhr-Lippe (ZRL)

Seit 2008 koordiniert der Verkehrsverbund Rhein-Ruhr (VRR) zusätzlich auch den SPNV im Nahverkehrs-Zweckverband Niederrhein.

### Rheinland-Pfalz
In Rheinland-Pfalz ist der SPNV bei zwei Aufgabenträgern zusammengefasst, dem Zweckverband Schienenpersonennahverkehr Rheinland-Pfalz Nord (SPNV-Nord) für die Regionen um Koblenz und Trier einerseits, und dem Zweckverband Schienenpersonennahverkehr Rheinland-Pfalz Süd (SPNV-Süd) für die Regionen Rheinhessen und Pfalz.

### Saarland
Für das Saarland ist die Verkehrsmanagement-Gesellschaft Saar (VGS) zuständig.

### Sachsen
Für das Land Sachsen sind folgenden Zweckverbände zuständig:
- Verkehrsverbund Oberelbe (VVO)
- Zweckverband für den Nahverkehrsraum Leipzig (ZVNL)
- Zweckverband Verkehrsverbund Mittelsachsen (ZVMS)
- Zweckverband Verkehrsverbund Oberlausitz-Niederschlesien (ZVON)
- Zweckverband ÖPNV Vogtland (ZVV)

### Sachsen-Anhalt
Für das Land Sachsen-Anhalt ist die Nahverkehrsservice Sachsen-Anhalt (NASA) zuständig.

### Schleswig-Holstein
Das Ministerium für Wirtschaft, Verkehr, Arbeit, Technologie und Tourismus des Landes Schleswig-Holstein ist unter anderem für das Verkehrsrecht und die Verkehrssicherheit auf der Schiene zuständig. Die öffentlichen und hoheitlichen Aufgaben im Schienenverkehr werden vom Landesbetrieb Straßenbau und Verkehr Schleswig-Holstein (LBV-SH) wahrgenommen. Das dortige Eisenbahndezernat wurde am 1. Oktober 2001 geschaffen.
Zu den Aufgaben des Nahverkehrsverbunds Schleswig-Holstein NAH.SH gehören die Planung, Bestellung und Qualitätssicherung des SPNV-Angebotes, sowie die Koordinierung mit dem übrigen ÖPNV.

### Thüringen
Für das Land Thüringen ist das Thüringer Landesamt für Bau und Verkehr (TLBV) zuständig.